# Nikita Rafalovich
Nikita Rafalovich, född 10 oktober 1993, är en uzbekisk taekwondoutövare.

## Karriär
Vid olympiska sommarspelen 2024 i Paris tävlade Rafalovich i +80 kg-klassen. Han förlorade mot iranske Arian Salimi i åttondelsfinalen och sedan mot mexikanske Carlos Sansores i återkvalet.